# Deirdre Duke
Pour les articles homonymes, voir Duke.
Deirdre Duke est une joueuse de hockey sur gazon irlandaise évoluant au poste d'attaquante au Düsseldorf Hockey-Club 1905 et pour l'équipe nationale irlandaise.

## Biographie
- Naissance le 9 juin 1992

## Carrière
Elle a fait partie de l'équipe nationale pour concourir à la Coupe du monde 2018 à Londres.

## Palmarès
- : 2e à la Coupe du monde 2018.